# قصرالشمسية
قصر الشمسية (بالإنجليزية: Qaṣr al-Shamsīyya) هو قصر مهدم يقع في حي الفوطة بمدينة الرياض، المملكة العربية السعودية. تم بناء القصر للأميرة نورة بنت عبد الرحمن بن فيصل آل سعود (1875–1950)، الأخت الكبرى للملك عبد العزيز آل سعود.
كان القصر يقع شمال المدينة القديمة، بالقرب من قصر المربع. من بين الزوار المميزين الذين زاروا القصر كانت فيوليت ديكسون، زوجة هـ. ر. ب. ديكسون. في خريطة الرياض التي أعدها ديكسون في كتابه "العربي في الصحراء"، أشار إلى القصر باسم "قصر نورة"، وهو الاسم الذي ورد كثيرًا في خرائط ووثائق أخرى. كان البناء يقع بالقرب من برج مياه (الرياض). بحلول أواخر السبعينات، لم يعد القصر مأهولًا وقد تحول إلى حالة من الخراب.